# Biotopo Tammerlemoos
Il Biotopo Tammerlemoos è un'area naturale protetta che si trova nel territorio comunale di Meltina, in Alto Adige. Fu istituita nel 1994.
Occupa una superficie di 4,13 ha nella provincia autonoma di Bolzano.

Questo biotopo si trova a 1400 metri s.l.m. e presenta una torbiera attorniata da prato a sfalcio. A nord si sono formati canneti e cariceti.